# Dornbirner Ach
Le Dornbirner Ach (également appelé Dornbirner Ache) est une rivière située dans le Vorarlberg, en Autriche, qui prend sa source dans les montagnes près du village d'Ebnit dans le massif du Bregenzerwald.
Elle traverse une des gorges les plus grandes et les plus belles d'Europe centrale, la gorge de Rappenloch (de), jusqu'à Dornbirn, traverse la ville puis forme des méandres dans un large paysage de prairie. Elle se jette dans le lac de Constance parallèlement à l'embouchure du Rhin.

## Source
- (en) Cet article est partiellement ou en totalité issu de l’article de Wikipédia en anglais intitulé « Dornbirner Ach » (voir la liste des auteurs).